# Eterusia repleta
Eterusia repleta és una espècie de lepidòpter ditrisi de la família Zygaenidae originària de Tailàndia i Índia. D'hàbit de vol nocturn. Aquesta espècie és molt similar a Eterusia aeda.

## Descripció
Aquest lepidòpter presenta una coloració atractiva com una papallona diürna, amb les ales anteriors negres, les posteriors fosques, amb taques tornassol blaves, i una característica franja taronja que recorre tant les ales anteriors com les posteriors, sent més ampla en les posteriors. La seva envergadura d'ales és d'uns 78 mm.
No ha estat observat el seu comportament alimentari.